# Adhesión de Croacia a la Unión Europea
Croacia solicitó el ingreso a la Unión Europea (UE) en 2003, y tras recibir su solicitud recomendación positiva por parte de la Comisión Europea, el Consejo Europeo reunido en Bruselas acordó el 18 de junio de 2004 concederle el estatus de país candidato. El inicio de las negociaciones para su adhesión dieron comienzo, tras una demora de varios meses, en octubre de 2005, poniéndose en marcha al mismo tiempo el proceso de investigación sobre el grado de aproximación al acervo comunitario del país candidato. Se esperaba que Croacia se adhiriera en torno al año 2010, pero las dudas surgidas en torno a la ampliación y futuro de la UE tras el rechazo de Irlanda al Tratado de Lisboa en referéndum afectaron al calendario previsto para la adhesión croata. Una vez producida la ratificación final del Tratado de Lisboa, las negociaciones con Croacia entraron en su fase final quedando oficialmente concluidas el 30 de junio de 2011 lo que permitió a su vez la firma del tratado de adhesión en Bruselas el 9 de diciembre de 2011 que fue sometido a ratificación mediante referéndum el 22 de enero de 2012. La adhesión de Croacia a la UE como miembro pleno se produjo el 1 de julio de 2013.
Después de Eslovenia, Croacia es la que mejor se ha recuperado de la disolución de Yugoslavia y es la segunda ex-república yugoslava en ser miembro de la UE. Tiene una economía de mercado estable y se encuentra por delante de Estados miembros de la UE como Polonia, Bulgaria y Rumanía en lo que se refiere al PIB per cápita.
La adhesión de Croacia ha exigido la consolidación institucional del país, una reforma electoral, incremento de los fondos para la Corte Constitucional y el Defensor del Pueblo, así como mejoras en la regulación de los derechos de las minorías y el retorno e integración de refugiados. Todos estos avances y mejoras permitieron el cierre de la Misión de Croacia de la Organización para la Seguridad y Cooperación en Europa a finales de 2007.

## Temas de disputa

### Cooperación con el TPIY

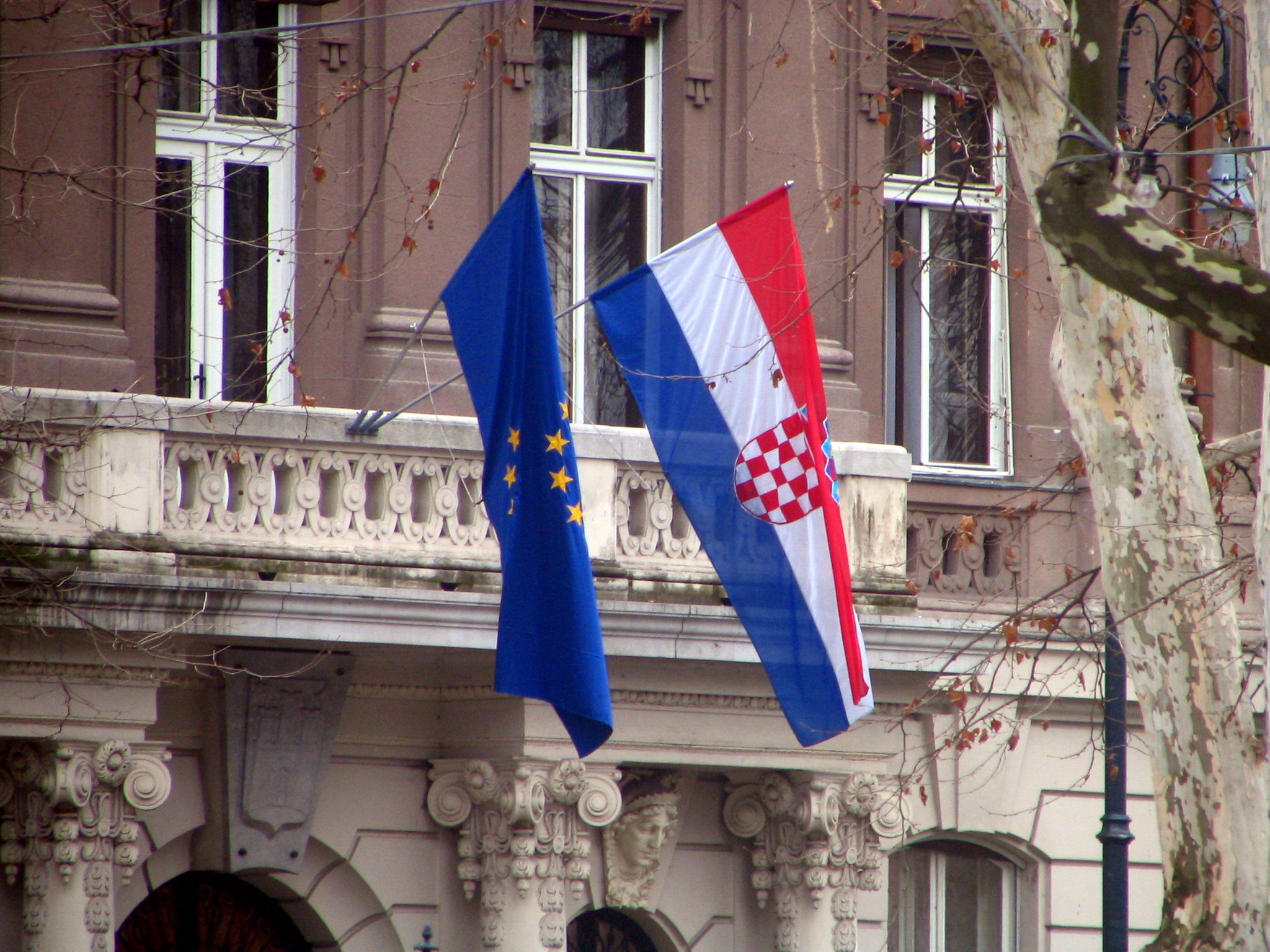
La bandera de Croacia y la bandera europea, en un edificio del Ministerio de Asuntos Exteriores e Integración Europea, en Zagreb.

Croacia ha tenido que extraditar a varios de sus ciudadanos al Tribunal Penal Internacional para la ex Yugoslavia (TPIY), un tema polémico por afectar a temas de política nacional en el interior del país.
Las relaciones de Croacia con el tribunal habían sido continuamente nombradas por los oficiales de la UE como uno de los capítulos que requerían más mejoras por parte de las autoridades croatas. La ratificación del Acuerdo de Estabilización y Asociación de la UE con Croacia sufrió paralización durante un tiempo a causa de este motivo.
El Consejo Europeo, tras su cumbre el 20 de diciembre de 2004, estableció el 17 de marzo del año siguiente como la fecha para comenzar las negociaciones de adhesión, siempre que Croacia continuara cooperando completamente con el TPIY. El 16 de marzo de 2005, el día antes de que se iniciaran las reuniones, la UE pospuso el comienzo de las negociaciones porque la fiscal del TPIY Carla del Ponte evaluó como insuficientes los esfuerzos croatas para capturar al general fugitivo Ante Gotovina (acusado por el TPIY de crímenes de guerra y de crímenes contra la humanidad, pero en libertad hasta 2001).
El 7 de diciembre de 2005, Ante Gotovina fue finalmente arrestado por la policía española en Tenerife, con la ayuda de los gobiernos español y croata, y posteriormente llevado a La Haya para ser juzgado por crímenes de guerra. La principal fiscal del TPIY, Carla Del Ponte, certificó después la cooperación completa de Croacia con el TPIY, con lo que el obstáculo quedó solventado y las negociaciones pudieron comenzar.

### Desacuerdos fronterizos
Croacia también debió afrontar antes de ver materializada su adhesión a la Unión Europea las disputas sobre la delimitación de la frontera marítima y terrestre con Eslovenia en el golfo de Piran que se remontaban al momento de la disolución del Territorio Libre de Trieste y la incorporación de uno de sus sectores a Yugoslavia tras la finalización de la II Guerra Mundial. La controversia fronteriza sería finalmente resuelta en forma de acuerdo arbitral que ambas repúblicas aceptaron en 2009.

### Propiedad de la tierra
La prohibición de la libre adquisición de bienes inmuebles por parte de ciudadanos extranjeros presente en el ordenamiento jurídico croata supuso también un obstáculo en las negociaciones al ser dicha prohibición incompatible con el principio de libre circulación de bienes y capitales en la Unión Europea.
El levantamiento de la prohibición era un tema sensible en Croacia por afectar a la propia configuración territorial del país, al haberse introducido dicha medida al acabar la II Guerra Mundial, cuando la península de Istria (zona del país con especial vinculación cultural e histórica con Italia y hogar de una importante minoría de población italiana) fue incorporada a Croacia dentro de la República Federal Socialista de Yugoslavia tras haber formado parte durante algunos años del Reino de Italia.
Al producirse el inicio de las negociaciones de adhesión, numerosos políticos italianos expresaron su descontento en lo referente a la incapacidad de los italianos de poder adquirir terrenos en Croacia, considerándolo como un trato discriminatorio y solicitando su modificación. Introducido este elemento Croacia modificó su legislación en materia de la regulación del acceso por parte de extranjeros a bienes raíces en territorio croata, siendo que desde 2006 los ciudadanos italianos pueden comprar terrenos en Croacia y los ciudadanos croatas pueden comprar terrenos en Italia. El arreglo de la controversia sobre la propiedad inmobiliaria de ciudadanos extranjeros en el caso croata tomó como ejemplo las experiencias en la solución de controversias similares en otros países en su momentos candidatos a la adhesión y hoy miembros plenos como Eslovenia, Eslovaquia, Polonia y especialmente Malta; países todos ellos en los que por cuestiones históricas o socioeconómica mantenían restricciones que limitaban en un grado u otro el acceso de los ciudadanos extranjeros a la propiedad de la tierra.

## Capítulos de negociación
| Acervo comunitario                                                   | Situación actual                      | Proceso iniciado | Proceso completado | Capítulo congelado | Capítulo reiniciado | Capítulo abierto | Capítulo cerrado |
| -------------------------------------------------------------------- | ------------------------------------- | ---------------- | ------------------ | ------------------ | ------------------- | ---------------- | ---------------- |
| 1. Libre Circulación de Bienes                                       | Generalmente compatible con el acervo | 16.1.2006        | 24.2.2006          | -                  | -                   | 25.7.2008        | 19.4.2010        |
| 2. Libertad de Circulación para Trabajadores                         | Generalmente compatible con el acervo | 19.7.2006        | 11.9.2006          | -                  | -                   | 17.6.2008        | 2.10.2009        |
| 3. Derecho de Establecimiento y Libertad de Circulación de Servicios | Generalmente alineado con el acervo   | 21.11.2005       | 20.12.2005         | -                  | -                   | 26.6.2007        | 21.12.2009       |
| 4. Libre Circulación de Capital                                      | Generalmente compatible con el acervo | 25.11.2005       | 22.12.2005         | 12.2008            | 10.2009             | 2.10.2009        | 5.11.2010        |
| 5. Public Procurement                                                | Generalmente compatible con el acervo | 7.11.2005        | 28.11.2005         | -                  | -                   | 19.12.2008       | 30.6.2010        |
| 6. Ley de Empresa                                                    | Generalmente compatible con el acervo | 21.6.2006        | 20.7.2006          | 12.2008            | 10.2009             | 26.6.2007        | 2.10.2009        |
| 7. Ley de Propiedad Intelectual                                      | Generalmente compatible con el acervo | 6.2.2006         | 3.3.2006           | -                  | -                   | 29.3.2007        | 19.12.2008       |
| 8. Política de Competencia                                           | Generalmente compatible con el acervo | 8.11.2005        | 2.12.2005          | -                  | -                   | 30.6.2010        | 30.6.2011        |
| 9. Servicios Financieros                                             | Generalmente compatible con el acervo | 29.3.2006        | 3.5.2006           | -                  | -                   | 26.6.2007        | 27.11.2009       |
| 10. Sociedad y Medios de Información                                 | Generalmente compatible con el acervo | 12.6.2006        | 14.7.2006          | -                  | -                   | 26.7.2007        | 19.12.2008       |
| 11. Agricultura y Desarrollo Rural                                   | Generalmente compatible con el acervo | 5.12.2005        | 26.1.2006          | 12.2008            | 10.2009             | 2.10.2009        | 19.4.2011        |
| 12. Seguridad Alimentaria, Veterinaria y Política Fitosanitaria      | Generalmente compatible con el acervo | 9.3.2006         | 28.4.2006          | 12.2008            | 10.2009             | 2.10.2009        | 27.7.2010        |
| 13. Piscifactorías                                                   | Generalmente compatible con el acervo | 24.2.2006        | 31.3.2006          | 12.2008            | 2.2010              | 19.2.2010        | 6.6.2011         |
| 14. Política de Transporte                                           | Generalmente compatible con el acervo | 26.6.2006        | 28.9.2006          | -                  | -                   | 21.4.2008        | 5.11.2010        |
| 15. Energía                                                          | Generalmente compatible con el acervo | 15.5.2006        | 16.6.2006          | -                  | -                   | 21.4.2008        | 27.11.2009       |
| 16. Impuestos                                                        | Generalmente compatible con el acervo | 6.6.2006         | 12.7.2006          | 12.2008            | 10.2009             | 2.10.2009        | 30.6.2010        |
| 17. Política Económica y Monetaria                                   | Generalmente compatible con el acervo | 16.2.2006        | 23.3.2006          | -                  | -                   | 21.12.2006       | 19.12.2008       |
| 18. Estadísticas                                                     | Generalmente compatible con el acervo | 19.6.2006        | 18.7.2006          | 12.2008            | 10.2009             | 26.6.2007        | 2.10.2009        |
| 19. Política Social y Empleo                                         | Generalmente compatible con el acervo | 8.2.2006         | 22.3.2006          | -                  | -                   | 17.6.2008        | 21.12.2009       |
| 20. Política de Empresas e Industrial                                | Generalmente compatible con el acervo | 27.3.2006        | 5.5.2006           | -                  | -                   | 21.12.2006       | 25.7.2008        |
| 21. Redes Trans-Europeas                                             | Generalmente compatible con el acervo | 30.6.2006        | 29.9.2006          | 12.2008            | 10.2009             | 19.12.2007       | 2.10.2009        |
| 22. Política Regional y Coordinación de Instrumentos Estructurales   | Generalmente compatible con el acervo | 11.9.2006        | 10.10.2006         | 12.2008            | 10.2009             | 2.10.2009        | 19.4.2011        |
| 23. Derechos Judiciales y Fundamentales                              | Generalmente compatible con el acervo | 6.9.2006         | 13.10.2006         | -                  | -                   | 30.6.2010        | 30.6.2011        |
| 24. Justicia, Libertad y Seguridad                                   | Generalmente compatible con el acervo | 23.1.2006        | 15.2.2006          | 12.2008            | 10.2009             | 2.10.2009        | 22.12.2010       |
| 25. Ciencia e Investigación                                          | Generalmente compatible con el acervo | 20.10.2005       | 14.11.2005         | -                  | -                   | 12.6.2006        | 12.6.2006        |
| 26. Educación y Cultura                                              | Generalmente compatible con el acervo | 26.10.2005       | 16.11.2005         | -                  | -                   | 11.12.2006       | 11.12.2006       |
| 27. Medio ambiente                                                   | Generalmente compatible con el acervo | 3.4.2006         | 2.6.2006           | 12.2008            | 10.2009             | 19.2.2010        | 22.12.2010       |
| 28. Protección del Consumidor y de la Salud                          | Generalmente compatible con el acervo | 8.6.2006         | 11.7.2006          | -                  | -                   | 12.10.2007       | 27.11.2009       |
| 29. Unión Aduanera                                                   | Generalmente compatible con el acervo | 31.1.2006        | 14.3.2006          | 12.2008            | 10.2009             | 21.12.2006       | 2.10.2009        |
| 30. Relaciones Exteriores                                            | Generalmente compatible con el acervo | 10.7.2006        | 13.9.2006          | -                  | -                   | 12.10.2007       | 30.10.2008       |
| 31. Política Extranjera, Seguridad y Defensa                         | Generalmente compatible con el acervo | 14.9.2006        | 6.10.2006          | 12.2008            | 2.2010              | 30.6.2010        | 22.12.2010       |
| 32. Control Financiero                                               | Generalmente compatible con el acervo | 18.5.2006        | 30.6.2006          | -                  | -                   | 26.6.2007        | 27.7.2010        |
| 33. Previsiones Financieras y Presupuestarias                        | Generalmente compatible con el acervo | 6.9.2006         | 4.10.2006          | -                  | -                   | 19.12.2007       | 30.6.2011        |
| 34. Instituciones                                                    | Nada que adoptar                      | -                | -                  | -                  | -                   | -                | 5.11.2010        |
| 35. Otros Temas                                                      | Nada que adoptar                      | -                | -                  | -                  | -                   | -                | 30.6.2011        |
| Progreso                                                             |                                       |                  |                    |                    |                     | 33 de 33         | 33 de 33         |

## Cronología del proceso de negociaciones
| Fecha                   | Evento |
| ----------------------- | --- |
| 29 de octubre de 2001   | Croacia firma el Acuerdo de Estabilización y Asociación (AEA) |
| 21 de febrero de 2003   | Petición formal de pertenencia presentada |
| 9 de octubre de 2003    | Croacia presenta respuestas al Cuestionario de la Comisión |
| 20 de abril de 2004     | La Comisión Europea responde a las respuestas con una opinión positiva (Avis) |
| 18 de junio de 2004     | Croacia recibe el estatus oficial de candidato |
| 20 de diciembre de 2004 | El Consejo Europeo establece la fecha para el inicio de las negociaciones para el 17 de marzo de 2005 |
| 1 de febrero de 2005    | El AEA entra en vigor |
| 16 de marzo de 2005     | Negociaciones pospuestas |
| 3 de octubre de 2005    | Inicio de las negociaciones |
| 20 de octubre de 2005   | Comienzo del proceso de investigación |
| 12 de junio de 2006     | Apertura y cierre del capítulo de Ciencia e Investigación del acervo comunitario |
| 28 de junio de 2006     | Apertura de los capítulos de Política de Competencia y Unión de Consumidores del acervo |
| 20 de julio de 2006     | Apertura del capítulo de Política Social y Empleo del acervo |
| 11 de diciembre de 2006 | Apertura y cierre del capítulo de Educación y Cultura del acervo |
| 29 de marzo de 2007     | Apertura del capítulo de Ley de la Propiedad Intelectual del acervo |
| 26 de junio de 2007     | Apertura de seis capítulos del acervo: Derecho de Establecimiento y Libertad de Circulación de Servicios, Ley de Compañías, Servicios Financieros, Medios de Información y Sociedad, Estadísticas y Control Financiero |
| 12 de octubre de 2007   | Apertura de los capítulos de Protección del Consumidor y la Salud y Relaciones Exteriores del acervo |
| 20 de diciembre de 2007 | Apertura de los capítulos de Redes de Trabajo Trans-Europeas y Provisiones Financieras y Presupuestarias del acervo |
| 21 de abril de 2008     | Apertura de los capítulos de Política de Energía y Transporte del acervo |
| 17 de junio de 2008     | Apertura de los capítulos de Política Social y Empleo y Libertad de Circulación para Trabajadores del acervo |
| 25 de julio de 2008     | Apertura de capítulo de Libre Circulación de Bienes del acervo y cierre del capítulo de Política de Empresas e Industrial |
| 30 de octubre de 2008   | Cierre del capítulo de Relaciones Exteriores |
| 19 de diciembre de 2008 | Apertura del capítulo de Consecución Pública y cierre de los capítulos de Ley de la Propiedad Intelectual, Medios de Información y Sociedad, y Política Económica y Monetaria |
| 23 de abril de 2009     | La UE inicia conversaciones con Croacia, debido a que este país mantiene una disputa fronteriza con Eslovenia sobre el golfo de Piran. |
| 2 de octubre de 2009    | Apertura de los capítulos de Libre Movimiento de Capital; Desarrollo Rural y de la Agricultura; Política de Seguridad Alimenticia, Veterinaria y Fitosanitaria; Impuestos; Política Regional y Coordinación de Instrumentos Estructurales; Justicia, Libertad y Seguridad. Cierre de los capítulos de Libertad de Movimiento para Trabajadores, Ley de Compañías, Estadísticas, Redes de Trabajo Trans-Europeas, Unión de Consumidores. |
| 27 de noviembre de 2009 | Cierre de los capítulos de Servicios Financieros; Energía; Protección del Consumidor y de la Salud |
| 21 de diciembre de 2009 | Cierre de los capítulos de Derecho de Establecimiento y Libertad de Circulación de Servicios; Política Social y Empleo |
| 19 de febrero de 2010   | Apertura de los capítulos de Industria Pesquera y Medio Ambiente |
| 19 de abril de 2010     | Cierre del capítulo Libre circulación de bienes |
| 30 de junio de 2010     | La UE convoca a una nueva ronda de conversaciones para esta fecha, donde Croacia espera abrir los capítulos de negociación restantes, así como cerrar algunos de los capítulos en negociación |
| 27 de julio de 2010     | Cierre de los capítulos de Seguridad Alimentaria, Veterinaria y Política Fitosanitaria y Control Financiero |
| 19 de abril de 2011     | Cierre de dos capítulos: 11. Agricultura y Desarrollo Social, 22. Política Regional y Coordinación de Instrumentos Estructurales |
| 30 de junio de 2011     | Croacia logró cerrar hoy, tras casi seis años de negociaciones, los últimos cuatro capítulos pendientes -de un total de 35- entre ellos los dos más complicados: el 23. reforma del sistema judicial y derechos fundamentales y 8. políticas de competencia. |
| 22 de enero de 2012     | Croacia vota en referéndum con un 67% a favor de entrar en la Unión. |
| 14 de abril de 2013     | Se celebran las primeras elecciones al Parlamento Europeo en Croacia para escoger a los 12 europarlamentarios asignados a dicho país en los tratados. |
| 1 de julio de 2013      | Croacia se convierte en el estado miembro número 28 de la Unión Europea. |

## Obligación de unirse al espacio Schengen
Con la adhesión de Croacia a la UE, el país también estaba legalmente obligado a unirse a la larga al espacio Schengen. En marzo de 2015, el entonces ministro del Interior de Croacia, Ranko Ostojić dijo que su país estaba listo para unirse al espacio Schengen. Dijo que solicitaría que la UE llevara a cabo una evaluación técnica, que tomaría un año y medio, a partir del 1 de julio de 2015. En 2022, se confirmó que cumplía con las recomendaciones de la UE, por lo que su entrada al espacio Schengen se materializó el 1 de enero de 2023.
En septiembre de 2015, durante la crisis migratoria en Europa, Hungría amenazó con vetar la adhesión de Croacia al espacio Schengen después de que permitiera a los migrantes transitar por el país a Hungría. El 8 de diciembre de 2022 los ministros de Interior de la Unión Europea aprobaron la entrada de Croacia en el espacio Schengen a partir del 1 de enero de 2023, cuando se eliminaron los controles fronterizos terrestres y marítimos entre Croacia y los otros países del espacio Schengen. Los controles de las fronteras aéreas internas van a ser eliminadas a partir del 26 de marzo de 2023.